# Deutschböhmen und Deutschmährer
Der Begriff Deutschböhmen ist eine Sammelbezeichnung für die deutschsprachigen Bewohner Böhmens oder auch aller böhmischen Länder sowie für das Siedlungsgebiet dieser Bevölkerungsgruppe. In den zur böhmischen Krone gehörenden Ländern Mähren und Österreichisch-Schlesien sprach man von Deutschmährern und Deutschschlesiern. Im 20. Jahrhundert wurde für diese Gruppierungen zunehmend der Begriff Sudetendeutsche oder Sudetenländer geprägt.

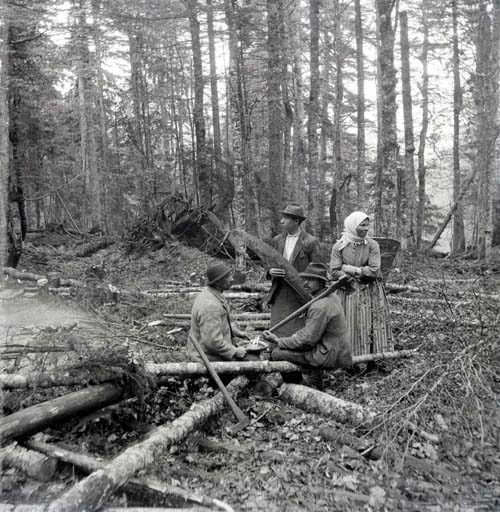
Holzfäller im mehrheitlich deutschsprachigen Böhmerwald (František Krátký, um 1890)

Deutschsprachige Siedler kolonisierten hauptsächlich im 12. und 13. Jahrhundert – im Zuge der deutschen Ostsiedlung aus Altbayern, Franken, Obersachsen, Schlesien und Österreich kommend – vor allem die Grenzgebiete Böhmens und Mährens. Später zogen Einwanderer aus deutschsprachigen Gebieten infolge der Hussitenkriege, Pestepidemien und des Dreißigjährigen Krieges in entvölkerte Landstriche Böhmens und Mährens. Weitere Zuwanderer kamen im Rahmen der Binnenwanderung aus deutschsprachigen Regionen der Habsburgermonarchie nach Böhmen, Mähren und Schlesien, teilweise kamen sie auch aus anderssprachigen Regionen der Habsburgermonarchie und assimilierten sich an die deutsche Kultur.

## Begriffsgeschichte

Mehrheitlich deutschsprachige Gebiete in den böhmischen Ländern (Stand: 1930er Jahre)

Die Bezeichnungen Deutschböhmen, Deutschmährer und Deutschschlesier kamen nach den nationalen Umbrüchen 1848, gleichzeitig mit der häufigeren Verwendung des Begriffs Tschechen, allmählich in Gebrauch. Im 20. Jahrhundert wurde der Begriff Sudetendeutsche gebräuchlicher. Durch diesen Begriff fühlten sich allerdings wiederum andere lange ansässige, deutschsprachige Bevölkerungsgruppen ausgeklammert. Außerdem sind die Begriffe Deutschböhmen und Deutschmährer insofern genauer als die Bezeichnung „Sudetendeutsche“, weil viele Siedlungsgebiete weit abseits des Gebirgszugs der Sudeten lagen.
Deutschböhmen und Deutschmährer wurden bis zum Ende der Doppelmonarchie, wie die Bewohner der zum heutigen Österreich gehörigen cisleithanischen Kronländer, meist primär als Deutsche der österreichischen Reichshälfte wahrgenommen und sahen sich auch selbst als solche. Eine Rolle spielte auch, dass sie nur in diesem Kontext bevölkerungsmäßig mit den Slawen Altösterreichs konkurrieren konnten. Außerdem empfand man sich als Teil des zusammenhängenden deutschen Sprachgebietes und nahm sich somit nicht als ethnische Minderheit wahr. 
Im heutigen Tschechien werden im Zusammenhang mit der deutschen Minderheit entweder ebenfalls die Bezeichnungen „Deutschböhmen“ und „Deutschmährer“ verwendet, häufiger spricht man jedoch schlicht von den Deutschen in der Tschechischen Republik.

## Geschichte

### Mittelalter und Frühe Neuzeit
Deutsche Bewohner gab es in den böhmischen Ländern seit dem Mittelalter. So warben die Přemysliden im Zuge der deutschen Ostsiedlung im 12. und 13. Jahrhundert Siedler aus Bayern, Franken, Obersachsen, Schlesien und Österreich an, um die böhmischen und mährischen Grenzgebiete zu besiedeln. 1348 wurde die Karls-Universität Prag gegründet, die ab Ende des 18. Jahrhunderts, als die lateinische Unterrichtssprache durch das Deutsche ersetzt wurde, bis ins späte 19. Jahrhundert kulturell und sprachlich deutsch geprägt war. Als kulturell bedeutsames Beispiel des Mittelalters wird häufig das Prosawerk Der Ackermann aus Böhmen aus dem 15. Jahrhundert von Johannes von Tepl angeführt.
Über Jahrhunderte spielten deutsche Böhmen und Mährer wichtige Rollen in Wirtschaft und Politik der böhmischen Länder. So war beispielsweise die Glaserzeugung ein in deutschböhmischen Gebieten verbreiteter Wirtschaftszweig. Ein eigenständiges deutschböhmisches Bewusstsein war jedoch lange Zeit nicht verbreitet oder es spielte im Alltag keine bestimmende Rolle. Die betreffenden Personen sahen sich meist als Böhmen, Mährer, Schlesier, Untertanen des jeweils regierenden Herrschers oder des Heiligen Römischen Reiches.

Gastmahl der Generale Wallensteins in Pilsen

Bestimmende Ereignisse waren die Hussitenkriege, die Tätigkeit der Böhmischen Brüder, der Dreißigjährige Krieg, wodurch die Länder der böhmischen Krone stark in Mitleidenschaft gezogen wurden, und die Kriege Friedrichs II. gegen Österreich um den Besitz Schlesiens, die mit dem Verlust eines Großteils dieses Landes für Österreich und die böhmischen Länder endeten. Der Verlust bedeutete eine Schwächung des deutschen Elements in den böhmischen Ländern. Die entvölkerten Landstriche zogen allerdings wieder deutsche Siedler an.
Dass die böhmischen Länder von den deutschen Habsburgern zumeist von Wien aus regiert wurden und der alte böhmische Adel nach der Schlacht am Weißen Berg faktisch bedeutungslos geworden war, begünstigte die zunehmende Dominanz der deutschen Sprache und Kultur: In der tschechischen Bevölkerung sollte sich dagegen im 19. Jahrhundert zunehmender Widerstand entwickeln.

### Das lange 19. Jahrhundert

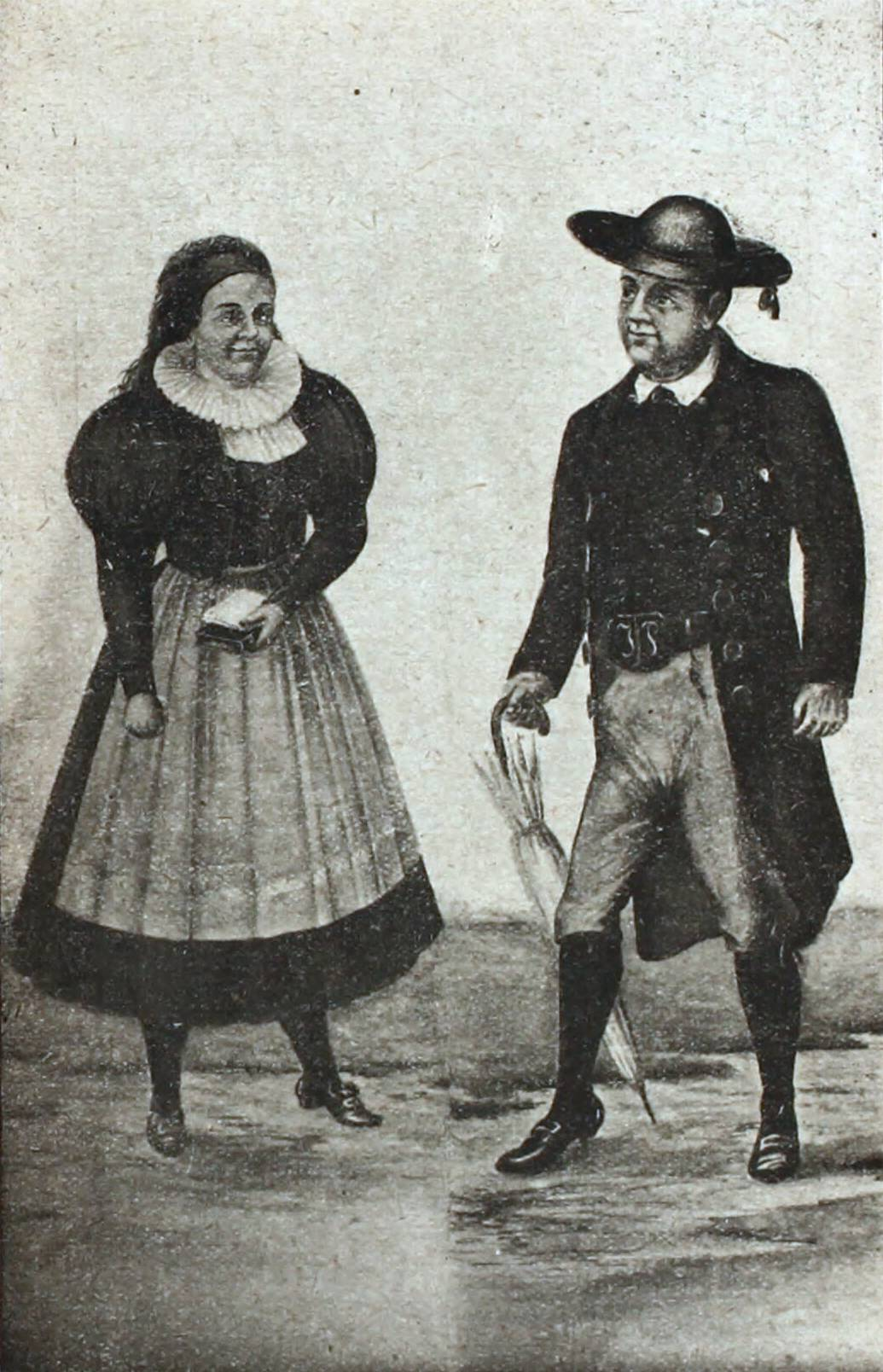
Tracht aus der Schönhengster Sprachinsel zwischen Böhmen und Mähren

Nach 1848, als sich durch die tschechische Nationalbewegung eine Gleichstellung der Deutschen und Tschechen durchsetzte, versuchten die in Böhmen lebenden Deutschen, zumindest in den Regionen, in denen sie die Mehrheit bildeten, die politische und kulturelle Hoheit zu bewahren. Auf dem Kongress in Teplitz 1848 wurden die Forderungen verankert.
1867 wurde die Gleichberechtigung der österreichischen Staatsbürger aller Nationalitäten in der Dezemberverfassung, dem definitiven Beginn der konstitutionellen Monarchie, verankert. Das Reichsgesetzblatt erschien schon seit 1849 auch in tschechischer Sprache. Die deutsche Vorherrschaft zu bewahren erwies sich in ganz Cisleithanien als immer schwieriger und letztlich unmöglich.
1868 bis 1871 wurde die Forderung der Deutschen Böhmens und Mährens nach einer staatsrechtlichen Lösung von den Tschechen immer lauter. Das Postulat einer geschlossenen Region nahm teilweise Formen an, in denen gefordert wurde, Tschechisch völlig auszuschließen. Die Demarkation sollte einer völlig neuen Aufteilung der Kreisgebiete dienen, die von Ämtern der jeweiligen Nationalität verwaltet werden sollten.
Festgehalten wurde die Aufteilung im Pfingstprogramm vom 20. Mai 1899, das weitgehende Regelungen für die nichtdeutschen Völker enthielt. 1900 folgten Vorschläge für die Einteilung Böhmens in eine deutsche und eine tschechische Zone. 1903 wurde vom Mediziner Josef Titta der Deutsche Volksrat für Böhmen gegründet, der sich zur Aufgabe setzte, die zerstrittenen deutschen Parteien in Böhmen zu einen, um gemeinsam eine Lösung des Nationalitätenproblems zu finden. Der Volksrat konnte zwar keine Koalition der deutschen Parteien bewirken, doch galt er als bedeutsamste und einflussreichste deutsche Schutzgemeinschaft in Altösterreich. Mährischer Ausgleich ist die Sammelbezeichnung für vier 1905 beschlossene Landesgesetze, die in Mähren eine Lösung der Nationalitätenprobleme zwischen Deutschen und Tschechen gewährleisten sollten, um einen österreichisch-tschechischen Ausgleich herbeizuführen.
1907 wurde der Reichsrat, das Parlament Cisleithaniens, zum ersten Mal nach dem allgemeinen und gleichen Männerwahlrecht gewählt. (Tschechische Politiker bestritten teilweise seit langem die Zuständigkeit des Reichsrats in Wien für die böhmischen Länder, störten die Verhandlungen durch Obstruktion und verlangten ein eigenes Parlament in Prag, brachten sich in Wien aber letztlich aktiv ein.) Im Zuge einer neuen Wahlkreisaufteilung wurden die Wahlbezirke des deutschen und des tschechischen Siedlungsgebietes so weit wie möglich voneinander abgegrenzt. 1909 erarbeitete der Deutsche Zweiteilungsausschuss, eine private Initiative, auf dieser Grundlage einen Entwurf zur völligen Aufteilung Böhmens und der Schaffung der Region Deutschböhmen.
Der grundsätzliche Antagonismus, dass die Tschechen sich in Prag selbst regieren wollten, Deutschböhmen und Deutschmährer, bei dieser Lösung in der Minderheit, aber auf Altösterreich setzten, konnte in der Monarchie nicht aufgelöst werden.

### Siedlungsgebiete und Anzahl 1910

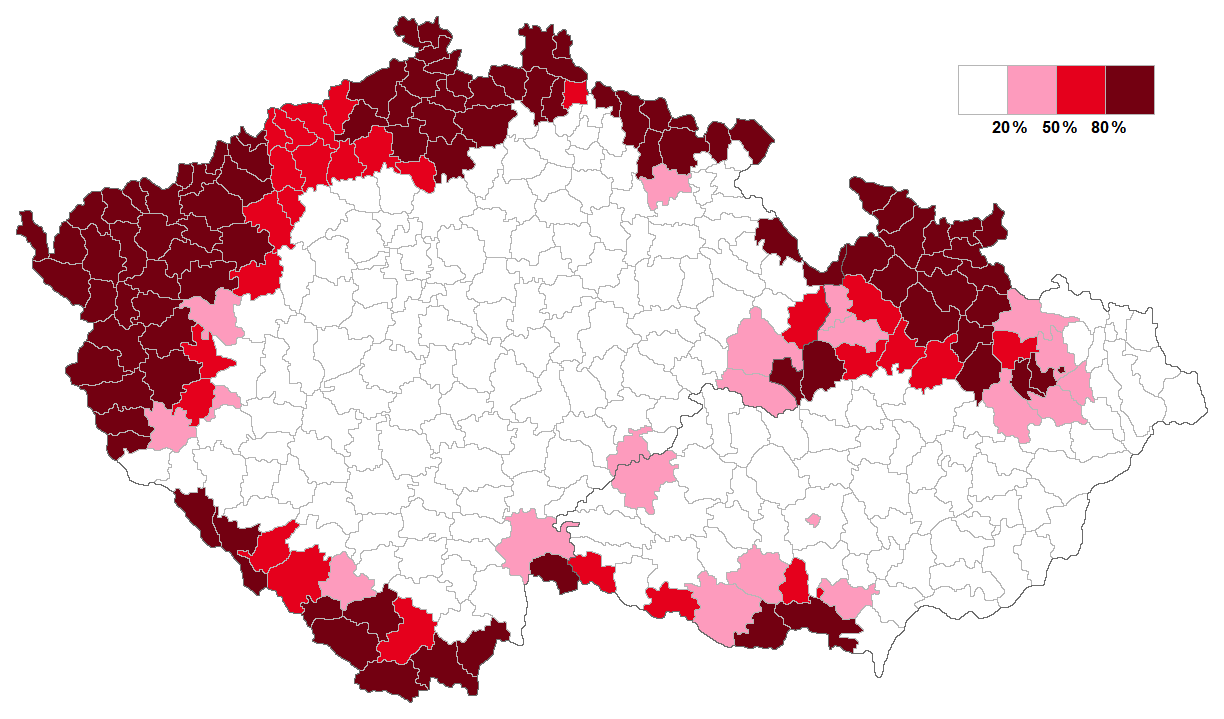
Prozentuale Verteilung der deutschsprachigen Bevölkerung in den böhmischen Ländern im Jahr 1930

Das Siedlungsgebiet der Deutschböhmen und Deutschmährer verteilte sich geographisch auf das Böhmerwaldgebiet, das Egerland, Nordböhmen, Ostböhmen, Sudetenschlesien, Nordmähren und Südmähren. Außerdem gab es einige deutsche Sprachinseln wie den Schönhengstgau und die Iglauer Sprachinsel (siehe Bild) und deutsche Minderheiten in Städten mit vorwiegend tschechischsprachiger Bevölkerung wie Prag oder Brünn.
In den böhmischen Ländern der Österreichisch-Ungarischen Monarchie lebten entsprechend der Volkszählung von 1910 etwa 3,5 Millionen Deutsche (mehr als ein Drittel, mit sinkender Tendenz) bei einer Gesamtbevölkerung von knapp über zehn Millionen.
Anteile der Umgangssprachen nach der Volkszählung von 1910:
| Kronland  | Einwohner  | Deutsch   | Tschechisch | Polnisch |
| --------- | ---------- | --------- | ----------- | -------- |
| Böhmen    | 6.712.944  | 2.467.724 | 4.241.918   | 1.541    |
| Mähren    | 2.604.857  | 719.435   | 1.868.971   | 14.924   |
| Schlesien | 741.456    | 325.523   | 180.348     | 235.224  |
| Summe     | 10.059.257 | 3.512.682 | 6.291.237   | 251.689  |

### Auseinandersetzungen um die Eigenstaatlichkeit 1918 und 1919

Beanspruchtes Gebiet der Republik Deutschösterreich mit der beabsichtigten Provinz Deutschböhmen (violett)

Am 28. Oktober 1918 proklamierte sich die Tschechoslowakei als selbständiger Staat. In den überwiegend von Deutschen besiedelten Grenzgebieten Böhmens, Mährens und Sudetenschlesiens lehnte die Mehrheit der Bewohner die Einbeziehung in den neuen Staat ab. Die Provinz Deutschböhmen und die Provinz Sudetenland sowie die Kreise Böhmerwaldgau und Deutschsüdmähren erklärten – unter Berufung auf das soeben proklamierte Selbstbestimmungsrecht der Völker – ihren Anschluss an Deutschösterreich. Die Tschechoslowakei bestand auf den „historischen Ländern der böhmischen Krone“, und im November 1918 besetzten tschechische Truppen diese Gebiete. Die am 4. März 1919 dagegen abgehaltenen Demonstrationen wurden von tschechischen bewaffneten Kräften blutig aufgelöst. Durch den Vertrag von Saint-Germain vom 10. September 1919 wurde der Verbleib der von Deutschen bewohnten Gebiete bei der Tschechoslowakei bestätigt. Die staatliche Eigenorganisation war damit am Ende.
Später wurde die Forderung nach Selbstbestimmung der Deutschböhmen und Deutschmährer durch die Sudetendeutsche Partei neu aufgegriffen. Im Sprachgebrauch setzte sich für die deutsche Bevölkerung der böhmischen Länder zunehmend der Begriff Sudetendeutsche durch, obwohl dieser Begriff von den Betroffenen zum Teil nicht akzeptiert wurde, da sie weit weg vom Sudetengebirge, z. B. in Prag oder in Südmähren, lebten (siehe auch Sudetendeutsche).

### Erste Tschechoslowakische Republik
Während der Ersten Tschechoslowakischen Republik bestanden verschiedene, als Negativismus und Aktivismus bezeichnete politische Strömungen innerhalb der deutschsprachigen Bevölkerung. Für diese wiederum bürgerte sich nun der Begriff Sudetendeutsche ein. Dieser Name leitete sich vom Begriff Sudetenländer ab, der in der österreich-ungarischen Monarchie die Länder der Böhmischen Krone bezeichnete. Die Negativisten boykottierten den tschechoslowakischen Staat, mit dem sie sich nicht identifizierten. Auf negativistischer Seite traten die deutschnationale Deutsche Nationalsozialistische Arbeiterpartei (DNSAP) und die Deutsche Nationalpartei von Rudolf Lodgman von Auen in Erscheinung. Denen gegenüber standen auf aktivistischer Seite der Bund der Landwirte, die Deutsche Christlich-Soziale Volkspartei, die Deutsche Demokratische Freiheitspartei und die Deutsche Sozialdemokratische Partei.
Bereits DNSAP und DNP näherten sich während ihres Bestehens bis 1933 ideologisch zunehmend der NSDAP in Deutschland an. Die Sudetendeutsche Heimatfront von Konrad Henlein bildete seit dem 1. Oktober 1933 ein neues nationalistisches Sammelbecken. Auch die Sudetendeutsche Heimatfront, die sich später als Sudetendeutsche Partei (SdP) bezeichnete, näherte sich zunehmend der NSDAP an und geriet auch finanziell in ihre Abhängigkeit. Diese Tendenz wurde auch durch gegensätzliche wirtschaftliche Entwicklungen in den von Arbeitslosigkeit gezeichneten deutschsprachigen Gebieten der Tschechoslowakei und dem benachbarten, aufstrebenden Deutschen Reich begünstigt. Viele deutschsprachige Minderheiten Böhmens, Mährens und Schlesiens forderten nun den Anschluss ihrer Siedlungsgebiete an das Deutsche Reich. Die SdP gewann bei Wahlen zunehmend an Bedeutung in dieser Bevölkerungsgruppe.
Am 5. November 1937 äußerte Henlein den Wunsch der „Einverleibung des sudetendeutschen Gebiets, ja des ganzen böhmisch-mährisch-schlesischen Raumes in das Reich“. Schließlich kam es unter der Losung „Heim ins Reich“ zur Sudetenkrise mit Abbruch der Autonomieverhandlungen mit der Regierung in Prag und zu terroristischen Aktivitäten der Sudetendeutschen Freikorps, die im Münchner Abkommen gipfelten.

### 1938 bis 1945
Am 29. September 1938 wurde im Rahmen des Münchner Abkommens ohne Beteiligung der Tschechoslowakei die Annexion der deutschsprachigen Gebiete durch das Deutsche Reich beschlossen. 580.000 Tschechen lebten in den betroffenen Gebieten. Von ihnen mussten 150.000 bis 200.000 ihre Wohnorte in Richtung mehr zentral gelegener böhmischer und mährischer Landesteile verlassen. Nach Eingliederung in den nationalsozialistischen Machtbereich wurde mit der Verfolgung von Juden, Sinti und Roma und anderen Minderheiten sowie von Regimegegnern begonnen. Der am 30. Oktober 1938 gegründete Reichsgau Sudetenland unter Gauleiter Konrad Henlein umfasste einen großen Teil der deutschsprachigen Siedlungsgebiete in Nordböhmen, Nordmähren und Sudetenschlesien mit 2,94 Mio. Einwohnern in 3.167 Gemeinden. Die übrigen Gebiete mit 543 Gemeinden und etwa 690.000 Einwohnern wurden dem Gau Bayerische Ostmark sowie den Reichsgauen Oberdonau (Oberösterreich) und Niederdonau (Niederösterreich) zugeschlagen; zum Reichsgau Niederdonau kamen auch die Gemeinden Engerau und Theben bei Preßburg/Slowakei. Im Osten wurden die 38 Gemeinden des Hultschiner Ländchens mit 52.967 Einwohnern dem Landkreis Ratibor in der preußischen Provinz Oberschlesien unterstellt.

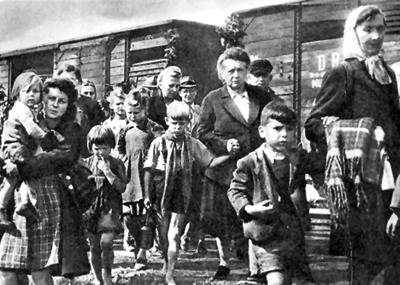
Odsun: Vertriebene Sudetendeutsche warten mit Handgepäck auf ihren Abtransport

Am 15. März 1939 ließ Adolf Hitler unter Bruch des Münchner Abkommens die als „Rest-Tschechei“ bezeichneten zentralen Gebiete Böhmens und Mährens besetzen. Mit einem Führererlass vom 16. März 1939 erklärte er dieses Territorium zum „Protektorat Böhmen und Mähren“.
Von 1939 bis 1945 teilten die deutschsprachigen Gebiete Böhmens, Mährens und Sudetenschlesiens die Geschichte des nationalsozialistischen Deutschlands.

### Vertreibung
Während und nach der Einnahme durch amerikanische und sowjetische Truppen flüchteten viele Sudetendeutsche und es erfolgten „spontane Vertreibungen“ Deutscher aus dem Gebiet der ehemaligen Tschechoslowakei. Im Mai propagierte Edvard Beneš die Notwendigkeit der Entfernung der Deutschen und stieß damit eine Folge teilweise blutiger „wilder Vertreibungen“ an, durch die bis zu 800.000 Menschen ihre Heimat verloren. Durch das Beneš-Dekret 108 wurde der gesamte deutsche Besitz konfisziert. Im Jahr 1946 wurden weitere ca. 2.256.000 Menschen enteignet und vertrieben.

## Von der Vertreibung bis heute

### Deutsche Minderheit in Tschechien
Ein kleiner Teil der Deutschböhmen, Deutschmährer und deutschen Schlesier lebt heute als Deutsche Minderheit in der Tschechischen Republik. Diese verblieben bei der Vertreibung meist im Land, da sie für die Aufrechterhaltung der Wirtschaft als notwendig angesehen wurden. In der Tschechischen Republik lebten 2001 noch 39.000 Deutschböhmen, Deutschmährer und Schlesier, die als Deutsche Minderheit zusammengefasst werden. Der Anteil der deutschen Minderheit an der Gesamtbevölkerung betrug 2001 0,4 %. Sie leben vor allem im Norden und Westen Böhmens. Jüngere Generationen stehen zuweilen unter starkem Assimilationsdruck an die tschechische Mehrheitsbevölkerung. Die zahlenmäßig umfangreichste deutsche Minderheit lebt mit 9500 Personen in der nordböhmischen Aussiger Region. In der westböhmischen Karlsbader Region lebt mit fast 3 %, hier wiederum im Bezirk Sokolov mit 4,5 %, der relativ größte Anteil Deutscher an der Gesamtbevölkerung in Tschechien.
Als Dachorganisation dieser Bevölkerungsgruppe dient die 1991 gegründete Landesversammlung der deutschen Vereine in der Tschechischen Republik.

### Vertriebene und deren Nachkommen
Eine weitaus größere Anzahl der Deutschböhmen und Deutschmährer wurde nach dem Krieg in Deutschland sesshaft, wo sie öffentlich eher unter der Bezeichnung Sudetendeutsche wahrgenommen werden. Teilweise siedelten sie sich auch in Österreich und anderen Ländern an.
Die nach dem Krieg aus der Tschechoslowakei nach Deutschland vertriebenen Deutschen und ihre Nachkommen leben heute im gesamten Bundesgebiet. Hier siedelten sie sich vor allem im Bereich der ehemaligen US-amerikanischen Besatzungszone, besonders in Bayern, aber auch in Hessen und im nördlichen Baden-Württemberg, an. Insbesondere hier gründeten sich einige Firmen oder kulturelle Einrichtungen, die sich in der Tradition ehemals böhmischer, mährischer und schlesischer Institutionen und Betriebe sehen. Vertriebenenstädte wie etwa Neutraubling bei Regensburg, das zu Kaufbeuren gehörige Neugablonz, Geretsried, Traunreut, Waldkraiburg oder Trutzhain wurden neu gegründet. Weitere große Gruppen von Vertriebenen wurden im Bereich der ehemaligen DDR sesshaft, hier besonders in Sachsen-Anhalt und Thüringen. Aber auch in den übrigen Gebieten der früheren DDR und im Norden Westdeutschlands sowie in Österreich leben heute Deutschböhmen, Deutschmährer und ihre Nachkommen. Ein Teil von ihnen ist in der Sudetendeutschen Landsmannschaft oder in anderen Organisationen wie Ackermann-Gemeinde, Seliger-Gemeinde oder Adalbert-Stifter-Verein organisiert. Der weitaus größte Teil dieser Personengruppe ist jedoch nicht Mitglied einer entsprechenden Gruppierung und hat sich weitgehend assimiliert. Oft kann man eine böhmische, mährische oder schlesische Abstammung nur durch wenig auffällige Merkmale erkennen, wozu beispielsweise typische Familiennamen, familiäre Bräuche und Traditionen, mundartliche Färbungen, eine im gesamten deutschsprachigen Raum verstreut lebende Großfamilie oder die Zugehörigkeit zur meist römisch-katholischen Diaspora in mehrheitlich protestantischem Gebiet oder zur in Böhmen und Mähren verbreiteten altkatholischen Kirche gehören können.

### Umgang mit dem Münchner Abkommen und den Beneš-Dekreten
Trotz vieler freundschaftlicher Kontakte auf privater oder kommunaler Ebene ist das Verhältnis mancher Tschechen zu Vertriebenen aus dem damaligen Sudetenland – und umgekehrt – bis heute angespannt und teilweise von erheblichen Vorurteilen belastet. Nach wie vor sind Aussöhnung und Ausgleich problematisch und der Dialog zwischen den Nachbarn wird weiterhin durch Misstrauen auf beiden Seiten erschwert. Die Beneš-Dekrete wurden entgegen von Forderungen der Vertriebenenverbände von der tschechischen Seite nicht für ungültig erklärt.
Die Ängste vieler Tschechen beziehen sich hauptsächlich auf die mögliche Geltendmachung von Eigentumsansprüchen, sollten die Beneš-Dekrete auch für andere ehemalige Bevölkerungsteile aufgehoben werden. In der Tat verbliebe dem tschechischen Volk nur ein kleiner Teil des eigenen Landes, würde es z. B. den Ansprüchen etwa der katholischen Kirche, die bedeutende Teile des Landes ihr Eigen nannte, und jenen der ehemaligen deutschen, ungarischen und polnischen Grundbesitzer nachgeben, wie sie sogleich nach der Wende 1990/91 erhoben wurden.
Die Bundesrepublik Deutschland hat das Münchner Abkommen anfänglich als völkerrechtlich bindend betrachtet. Dagegen forderte die tschechische Regierung in der Vergangenheit dessen Ungültigkeitserklärung von Anfang an (juristisch ex tunc) als unabdingbare Voraussetzung für die vollständige Aufhebung der Beneš-Dekrete. Später wurde das Abkommen im „Normalisierungsvertrag“ der Bundesrepublik mit der Tschechoslowakei (ČSSR) vom 11. Dezember 1973, ratifiziert 1974, als nichtig (ex nunc) erklärt; die vertragschließenden Staaten des Abkommens hatten sich 1938 zu Lasten eines Drittstaates, der Tschechoslowakei, geeinigt.
Seit dem Ende der Blockkonfrontation gelten die Beneš-Dekrete vielen Tschechen als elementarer Bestandteil des staatlichen Selbstverständnisses (so z. B. dem Präsidenten Václav Klaus – obgleich sich dieser bei seinem Amtsantritt so wohlwollend gegenüber den „deutschen Böhmen“ zeigte, dass er bisweilen sehr heftige Kritik erntete) – nicht zuletzt aus den genannten Gründen. Der Beitritt der Tschechischen Republik zur Europäischen Union relativiert die Wirksamkeit und Folgen des Abkommens wie der Dekrete für die gemeinsamen Beziehungen erheblich.
Dazu Kernsätze aus der am 21. Januar 1997 von den Regierungen beider Staaten vereinbarten Deutsch-Tschechischen Erklärung:
- Aus der Einleitung: „… zugefügtes Unrecht nicht ungeschehen gemacht, sondern allenfalls gemildert werden kann, und daß dabei kein neues Unrecht entstehen darf, …“
- Aus Absatz I.: „der gemeinsame Weg in die Zukunft ein klares Wort zur Vergangenheit erfordert, wobei Ursache und Wirkung in der Abfolge der Geschehnisse nicht verkannt werden dürfen.“
- Aus Absatz II.: „Die deutsche Seite … bedauert das Leid und das Unrecht, das dem tschechischen Volk durch die nationalsozialistischen Verbrechen von Deutschen angetan worden ist.“
- Aus Absatz III.: „Die tschechische Seite bedauert, daß durch die nach dem Kriegsende erfolgte Vertreibung sowie zwangsweise Aussiedlung der Sudetendeutschen aus der damaligen Tschechoslowakei, die Enteignung und Ausbürgerung unschuldigen Menschen viel Leid und Unrecht zugefügt wurde.“
- Aus Absatz IV.: „Beide Seiten stimmen darin überein, daß das begangene Unrecht der Vergangenheit angehört und …, daß sie ihre Beziehungen nicht mit aus der Vergangenheit herrührenden politischen und rechtlichen Fragen belasten werden.“
- Aus Absatz VIII.: „Beide Seiten … treten … für die Fortführung der bisherigen erfolgreichen Arbeit der deutsch-tschechischen Historikerkommission ein.“

### Gegenwärtige deutsch-tschechische Beziehungen
In den letzten Jahren ist eine zunehmende Entspannung im deutsch-tschechischen Verhältnis zu beobachten. So gibt es in der Tschechischen Republik Initiativen wie beispielsweise im Rahmen des Vereins Antikomplex, die sich mit der Erforschung der deutschen Vergangenheit der böhmischen Länder befasst. In Ústí nad Labem eröffnete das Collegium Bohemicum als Wissenschaftseinrichtung mit dem gleichen Themenschwerpunkt. Aufsehen erregte der Dokumentarfilmer David Vondráček im Jahr 2010 mit der Dokumentation Zabíjení po Česku über die Vertreibung der deutschen Bevölkerung aus der Tschechoslowakei. Auch die Sudetendeutsche Landsmannschaft, der von Kritikern oft eine eher verständigungsfeindliche Haltung vorgeworfen wird, bemüht sich verstärkt um eine Entspannung des Kontaktes zur Tschechischen Republik, insbesondere nach einem Besuch des damaligen tschechischen Ministerpräsidenten Petr Nečas in Bayern im Jahr 2013.

### Sudetendeutsches Museum
Das Sudetendeutsche Museum in München erzählt die Geschichte der Deutschen in Böhmen, Mähren und Sudetenschlesien. Es vermittelt eine Vorstellung von der kulturellen, religiösen und wirtschaftlichen Lebenswelt vor 1945. Die Ausstellung thematisiert die politischen und sozialen Entwicklungen bis hin zur Katastrophe von Krieg und Vertreibung, schildert aber auch den mühsamen Neubeginn und die Integration. Die Dauerausstellung spannt einen Bogen über mehr als 1.000 Jahre Geschichte, dargestellt in rund 900 Objekten auf 1.200 Quadratmetern Ausstellungsfläche.

## Mundarten
In den deutschen Gebieten der böhmischen Länder wurden die gleichen Dialekte wie in den angrenzenden bairischen, ostfränkischen, thüringisch-obersächsischen und lausitzisch-schlesischen Dialektgebieten gesprochen:
- Bairisch im Süden und Westen. Im Einzelnen sprach man Mittelbairisch in den südlichen Gebieten entlang der Grenze zu Nieder- und Oberösterreich und im Böhmerwald, außerdem in den Sprachinseln des Schönhengstgaus, Budweis, Wischau, Brünn und Olmütz, sowie Nordbairisch entlang der Grenze zur Oberpfalz, im Egerland und in der Iglauer Sprachinsel.
- Ostfränkisch bzw. Erzgebirgisch im Bereich zwischen der Stadt Saaz und dem Erzgebirge und in Sprachenklaven im Schönhengstgau und in Nordmähren
- Lausitzisch-Schlesisch in Nord- und Ostböhmen (unter anderem Oberlausitzer Mundart und Glätzischer Dialekt) und Nordmähren (Gebirgsschlesisch).
- Thüringisch-Obersächsisch abschnittsweise entlang der Grenze zu Sachsen im Bereich der Elbe und als Mischdialekt mit dem Nordbairischen in der Iglauer Sprachinsel und in Prag.

Die Dialekte der deutschböhmischen und deutschmährischen Gebiete wurden im Sudetendeutschen Wörterbuch lexikographisch erfasst und beschrieben. Die Sprachgeographie erfasst der Atlas der historischen deutschen Mundarten auf dem Gebiet der Tschechischen Republik. Da heute kein geschlossenes deutschböhmisches und deutschmährisches Siedlungsgebiet mehr besteht, sind einige dieser Mundarten akut vom Aussterben bedroht. Dies betrifft insbesondere die schlesischen Dialekte und die Mundarten der früheren Sprachinseln.